# فرنان واندرنوت
فرنان واندرنوت (فرانسوی: Fernand Vandernotte‎; ۱۲ ژوئیهٔ ۱۹۰۲ – ۲۰ ژانویهٔ ۱۹۹۰) قایقران روئینگ اهل فرانسه بود.
وی در مسابقات کشوری و بین‌المللی در مجموع برندهٔ ۱ مدال نقره، ۳ مدال برنز شده‌است.